# Rhipidoglossum montanum
Rhipidoglossum montanum är en orkidéart som först beskrevs av Piers, och fick sitt nu gällande namn av Karlheinz Senghas. Rhipidoglossum montanum ingår i släktet Rhipidoglossum och familjen orkidéer.
Artens utbredningsområde är Kenya. Inga underarter finns listade i Catalogue of Life.